# Jáchal Basquetbol Club
Jáchal Básquetbol Club, popularmente denominado "El expreso del norte", "Cebollero " o "Cebolleros" (apodo que se le dio en sus primeros años de vida debido a que por ese entonces la cebolla era el producto que más se producía y exportaba en su pueblo de origen a disintas regiones del país llegando incluso hasta Brasil o Chile) es un club deportivo argentino oriundo de la ciudad de San José de Jáchal, San Juan. Fue fundado en agosto de 2001.
Es conocido a nivel nacional por su ascenso a la Liga Argentina de Básquet, después de consagrarse campeón del Torneo Federal de Básquetbol en 2021
 Fue uno de los hechos más importantes para el baloncesto de la provincia de San Juan.
En su provincia es el club con más títulos ganados a pesar de su corta edad como institución deportiva.

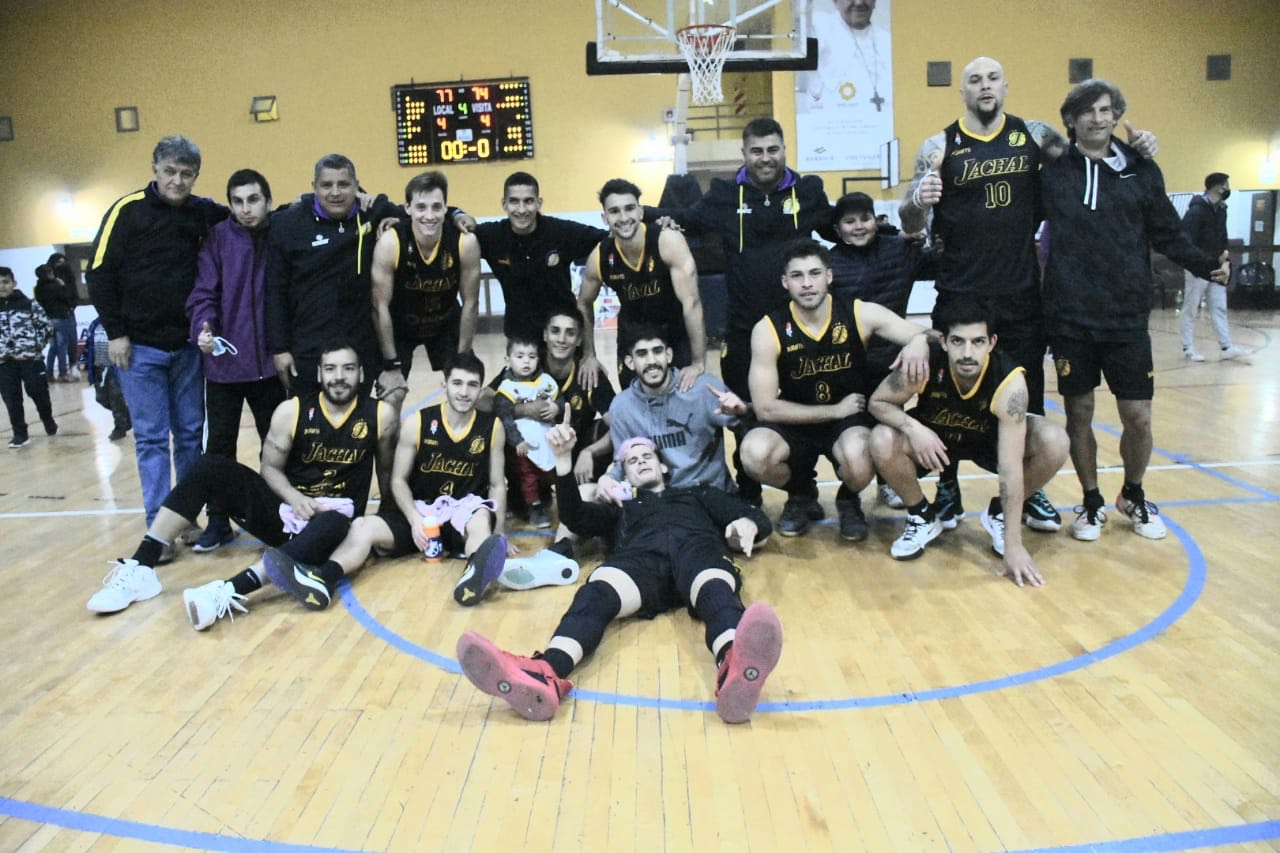

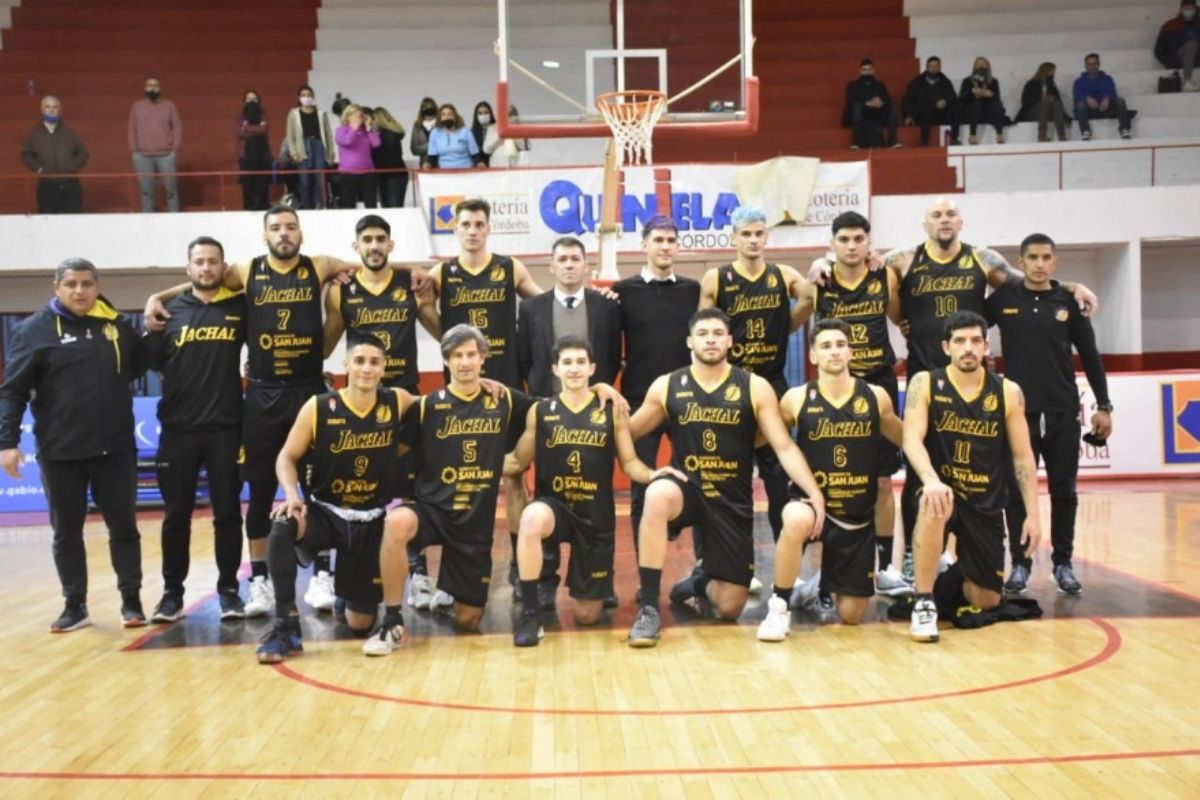

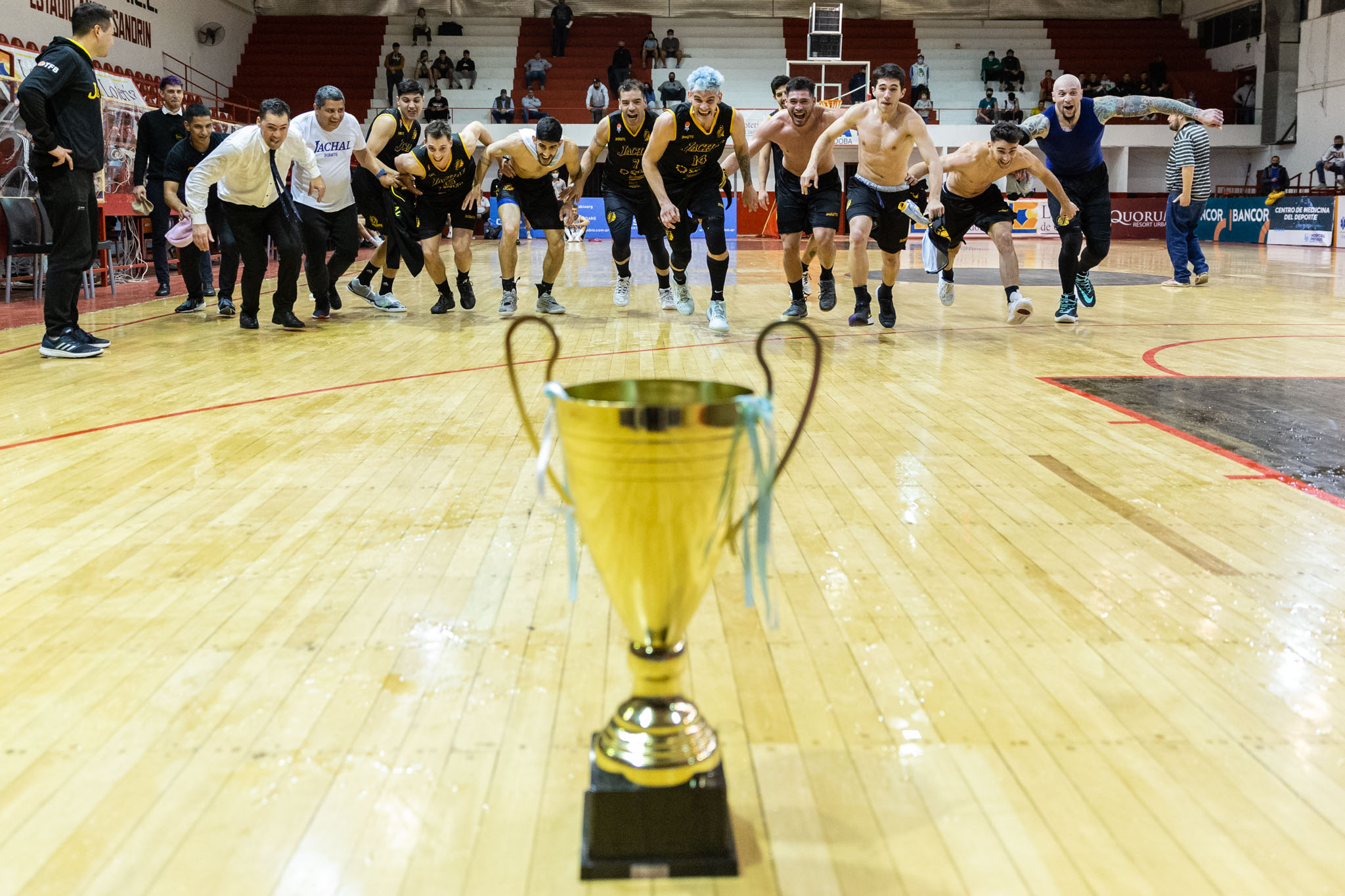

## Instalaciones
Ejerce su localía en el Estadio Municipal Papa Francisco en San José de Jáchal. La sede se encuentra situada en la Avenida Presidente Perón entre Laprida y Rivadavia.
A pesar de ser local en dicho estadio desde el año 2020 se inició la construcción del Centro Deportivo del Norte, en terrenos cedidos por el Aero Club Jáchal.

## Palmarés
- Torneo Federal de Básquetbol: 1 (2021)